# 정사종
정사종(丁嗣宗)은 조선 전기의 무신이다. 그의 원조는 정덕성이며, 중시조는 조선때 개국원종공신 정영손으로 본관은 나주(羅州), 호는 야은(野隱)이다.
아버지는 조선 세종 때 봉선대부 전의감(典醫監) 부정(副正)을 지낸 정거실(丁居實)이다. 정사종은 무과에 급제하여 세자를 호위하는 익위사(翊衛司) 익위(翊衛)가 되었고, 그 후 군위현감(軍威縣監)을 역임했다.
1457년 단종이 노산군(魯山君)으로 강등되어 영월로 유배되자 관직을 버리고 영월로 가서 은둔생활을 하였다. 단종이 죽자 영월 호장(戶長) 엄흥도(嚴興道)와 함께 목숨을 걸고 단종의 시신을 수습하여 장례를 지낸 후, 아들 중경(仲敬)에게 '너는 농촌으로 돌아가 이후 자손들과 나무나 하고 소를 기르며 살며, 공명은 구하지 말라(余歸田生以 子孫爲樵牧 不求功名)'는 유언을 남기고 청령포 강물에 몸을 던져 자결했다.
1997년 강원도 영월군 영월읍 영흥리에 건립된 사당 충절사(忠節祠)에 엄흥도, 추익한(秋益漢)과 함께 배향되었다.

## 같이 보기
- 조선 단종
- 엄흥도
- 추익한